# Vôi hóa

Mật độ quét màu phụ thuộc mật độ SEM (density-dependent color SEM, DDC-SEM) của vôi hóa tim mạch, thể hiện trong các hạt hình cầu calci phosphat màu cam (vật liệu đậm đặc hơn) và, ma trận ngoại bào màu xanh lá cây (vật liệu ít đậm đặc hơn).

Vôi hóa là sự tích tụ muối calci trong mô cơ thể. Hiện tượng này thường xảy ra trong quá trình hình thành xương, nhưng calci cũng có thể lắng đọng một cách bất thường trong mô mềm, khiến nó cứng lại. Vôi hóa có thể được phân loại dựa trên việc có sự cân bằng chất khoáng hay không, và vị trí của vôi hóa. Vôi hóa cũng có thể đề cập đến các quá trình lắng đọng chất khoáng thông thường trong các hệ thống sinh học, chẳng hạn như sự hình thành stromatolit hoặc vỏ nhuyễn thể (xem khoáng hóa (sinh học)).

## Dấu hiệu và triệu chứng
Vôi hóa có thể tự biểu hiện theo nhiều cách trong cơ thể tùy thuộc vào vị trí.

## Nguyên nhân gây vôi hóa mô mềm
Vôi hóa mô mềm (động mạch, sụn, van tim,..) có thể do thiếu vitamin K2 hoặc do hấp thụ calci kém do tỷ lệ calci / vitamin D cao. Điều này có thể xảy ra mà có hoặc không có sự mất cân bằng chất khoáng.
Uống quá nhiều vitamin D có thể gây ngộ độc vitamin D và hấp thụ quá nhiều calci từ ruột, khi đi kèm với sự thiếu hụt vitamin K (có thể do thuốc chống đông máu), có thể dẫn đến vôi hóa động mạch và các mô mềm khác. Vôi hóa mô mềm di căn như vậy chủ yếu ở các mô có chứa "chất bắt calci" ("calcium catcher") như sợi đàn hồi hoặc mucopolysaccharide. Những mô này đặc biệt bao gồm phổi (phổi đá bọt (pumice lung)) và động mạch chủ.

## Các dạng
Vôi hóa có thể là bệnh lý hoặc là một phần tiêu chuẩn của quá trình lão hóa. Gần như tất cả người lớn có vôi hóa tuyến tùng.

### Vị trí
- Vôi hóa ngoài cơ thể, ví dụ calciphylaxis.
- Não, ví dụ như primary familial brain calcification (hội chứng Fahr).
- Vôi hóa khối u.[7]
- Arthritic bone spur.
- Sỏi thận .
- Sỏi mật .
- Sỏi amidan.

### Bệnh vú
Trong một số bệnh lý ở vú, calci thường được lắng đọng tại các vị trí của tế bào chết hoặc trong các chất tiết kết hợp hoặc chất nền bị hyalin hóa, dẫn đến vôi hóa bệnh lý (pathologic calcification). Ví dụ, vôi hóa nhỏ, không đều, tuyến tính có thể được nhìn thấy, thông qua chụp nhũ ảnh, trong ung thư biểu mô tuyến ống xâm lấn để tạo ra các visible radio-opacity.